# Palacio Iguaçu
El Palacio Iguaçu es la sede del gobierno del estado brasileño de Paraná y está ubicado en el barrio Centro Cívico de Curitiba.

## Historia
El Palacio fue concebido durante el gobierno de Bento Munhoz da Rocha, quien gobernó el estado en la década de 1950, y su inauguración tuvo lugar en 1953. Además del Palacio Iguaçu, el proyecto también preveía la creación de la Asamblea Legislativa de Paraná y varios edificios públicos en las cercanías de la sede estatal.
El 14 de mayo de 2007 la sede del gobierno fue trasladada temporalmente al Palacio de las Araucárias, ya que Iguazú sería remodelada y el 18 de diciembre de 2010 (en las festividades de los 157 años de la emancipación política de Paraná) el edificio volvió a albergar el ejecutivo estatal.